# Frank Beauvais
Pour les articles homonymes, voir Beauvais (homonymie).
Frank Beauvais, né le 3 novembre 1970 à Phalsbourg, est un réalisateur, acteur et consultant musical français.
En 2008, il remporte le grand prix du court-métrage pour son documentaire Je flotterai sans envie, au Festival du film de Belfort - Entrevues à Belfort, où il a été sélectionneur de 1999 à 2002.

## Filmographie

### Réalisateur

#### Courts métrages
- 1998 : Le grain et l'ivraie
- 2005 : À genoux
- 2006 : Le soleil et la mort voyagent ensemble
- 2007 : Vosges
- 2007 : Compilation, 12 instants d'amour non partagé
- 2008 : Je flotterai sans envie
- 2009 : La guitare de diamants
- 2010 : Un 45 tours de Cheveu (ceci n'est pas un disque)
- 2015 : Un éléphant me regarde

#### Long métrage
- 2019 : Ne croyez surtout pas que je hurle

### Acteur
- 1987 : Travelling avant, de Jean-Charles Tacchella
- 2007 : La mort n'entend pas sonner les cloches, de Benjamin Mirguet

- 2010 : Un poison violent, de Katell Quillevéré : Un curé
- 2013 : Suzanne, de Katell Quillevéré : Étienne
- 2016 : Et il devint montagne de Sarah Leonor

### Consultant musical

#### Longs métrages
- 2005 : Odete, de João Pedro Rodrigues
- 2006 : 7 ans, de Jean-Pascal Hattu
- 2008 : Home, d'Ursula Meier
- 2008 : Story of Jen, de François Rotger
- 2009 : Au voleur, de Sarah Leonor
- 2010 : Un poison violent, de Katell Quillevéré
- 2011 : La Permission de minuit, de Delphine Gleize
- 2011 : La Fin du silence, de Roland Edzard
- 2012 : L'Enfant d'en haut, d'Ursula Meier
- 2013 : Suzanne, de Katell Quillevéré
- 2013 : Vandal, d'Hélier Cisterne

#### Courts métrages
- 2005 : Les Voiliers du Luxembourg de Nicolas Engel
- 2007 : Capitaine Achab de Philippe Ramos
- 2007 : Un nouveau contrat de Christophe Leraie
- 2008 : Les Paradis perdus d'Hélier Cisterne